# Föränderlig brokvecklare
Föränderlig brokvecklare, Celypha lacunana, är en fjärilsart som först beskrevs av Michael Denis och Ignaz Schiffermüller 1775.  Föränderlig brokvecklare ingår i släktet Celypha, och familjen vecklare, Tortricidae. I både Sverige och Finland räknas artens populationer som livskraftiga (LC).

## Bildgalleri

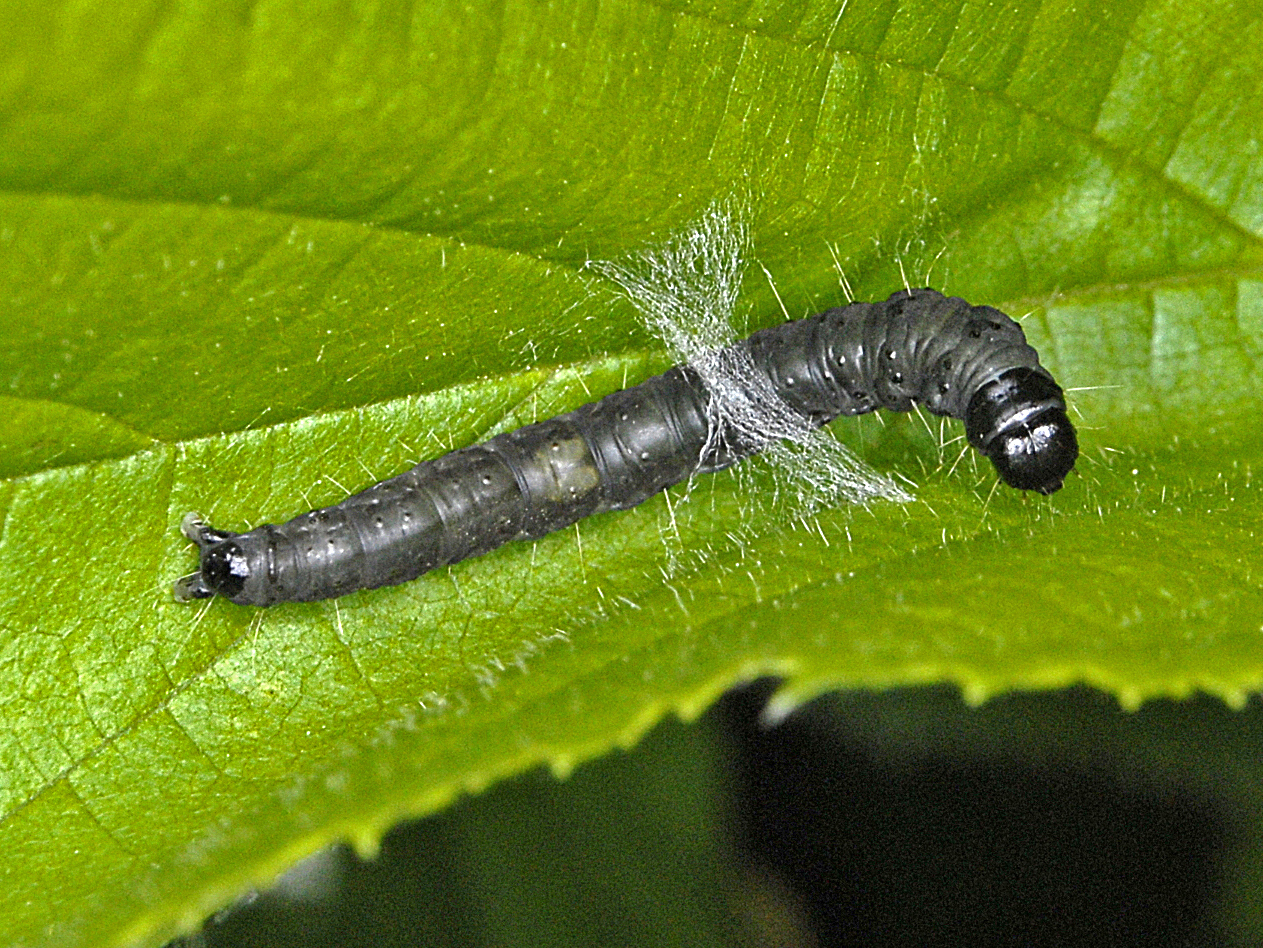
Fjärilens larv.
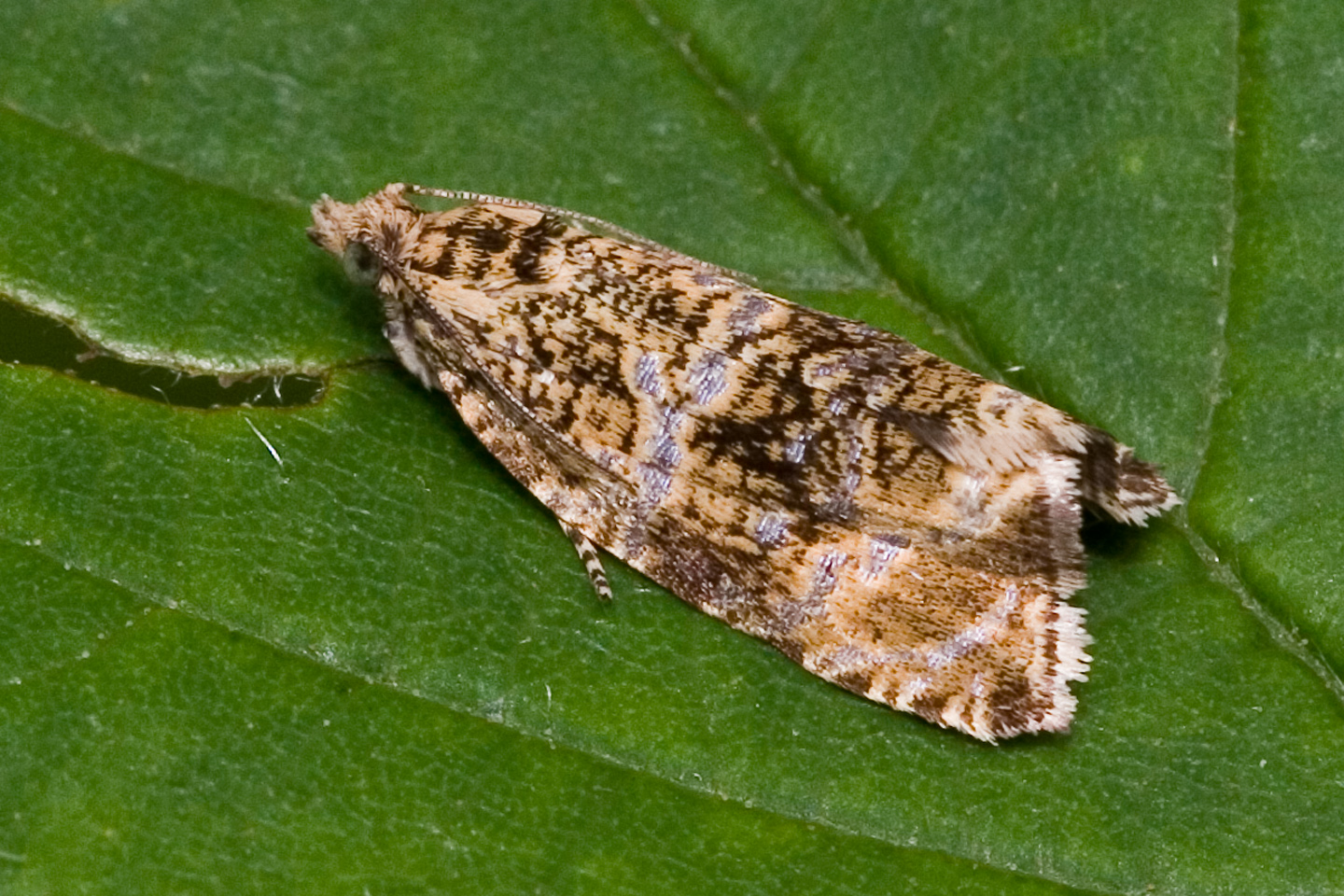
Imago fjäril.
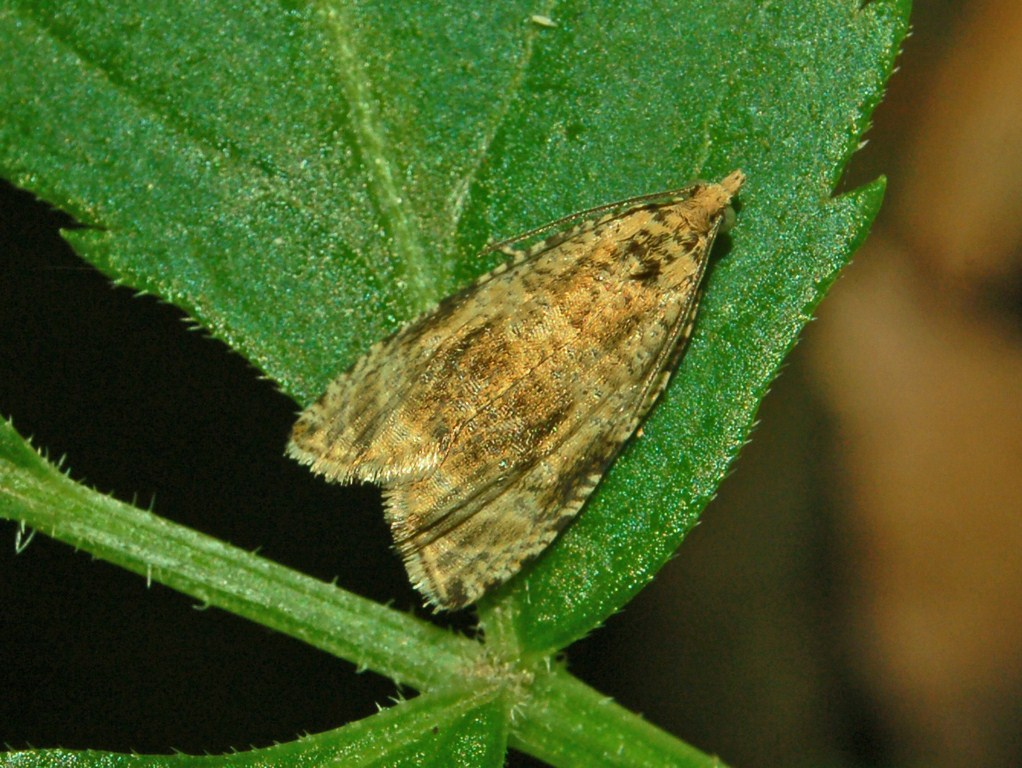
Imago fjäril.
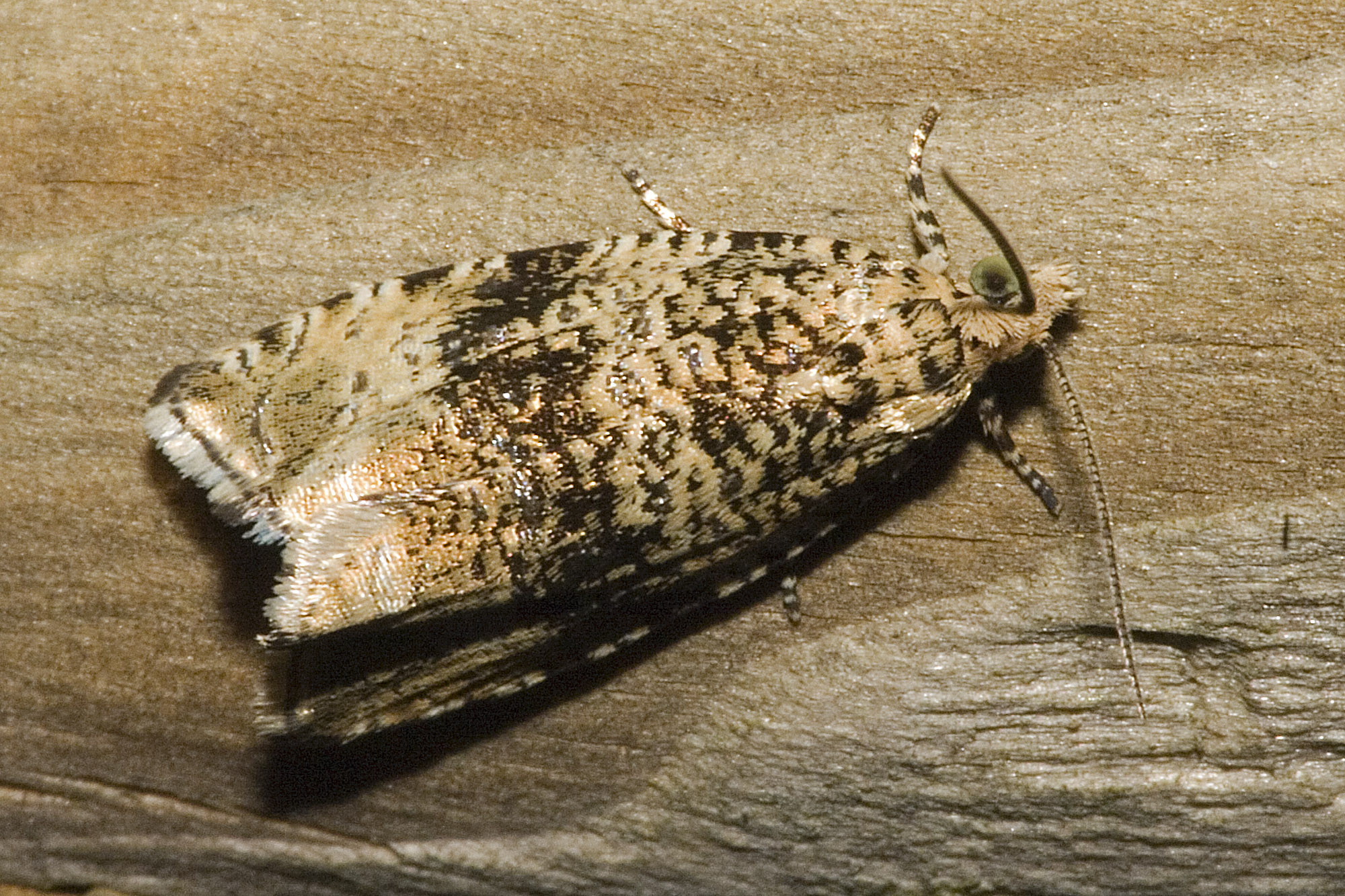
Imago fjäril.